# Ullstein Verlag

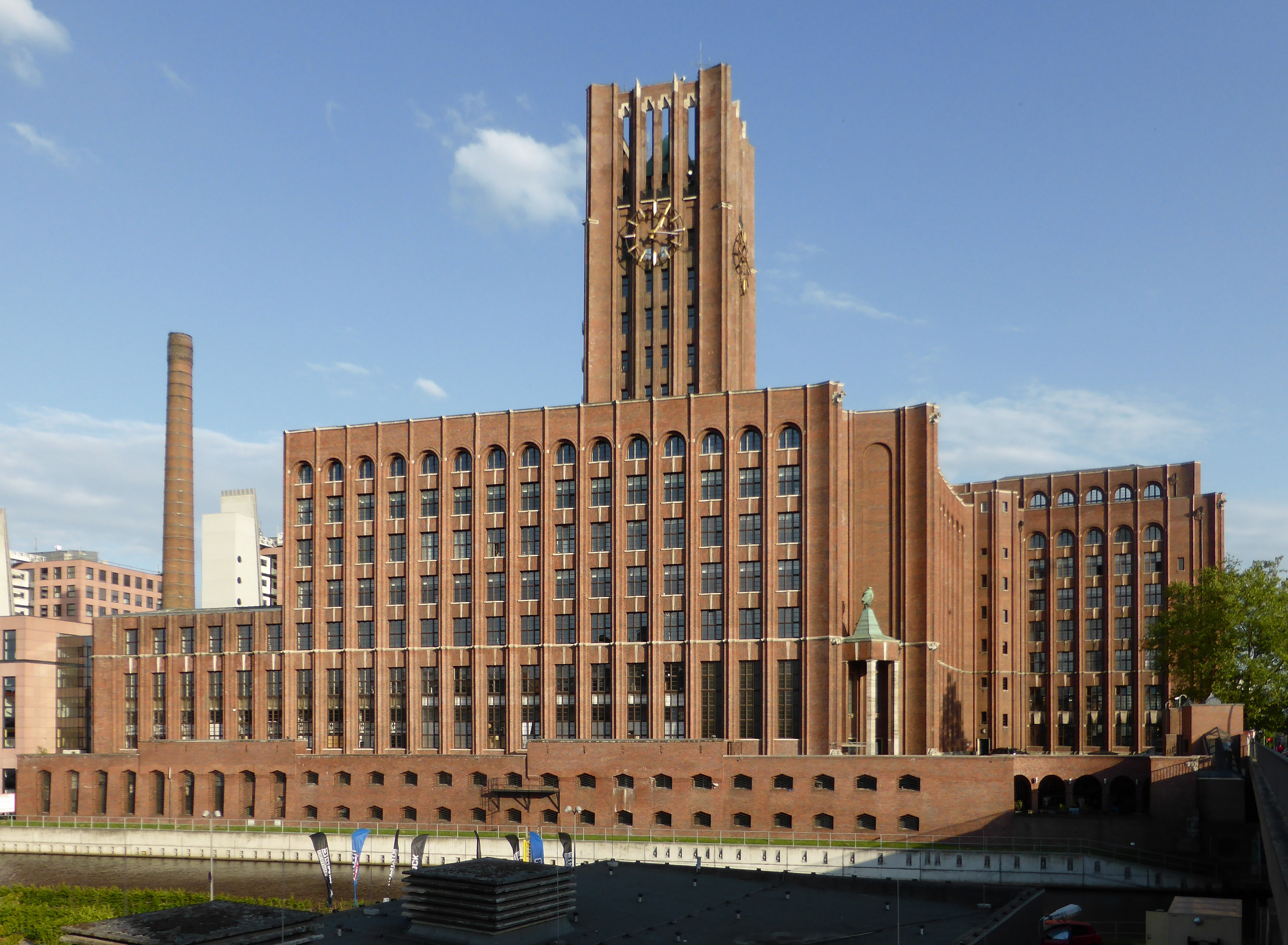
La Ullsteinhaus, en el distrito de Berlín-Tempelhof (2015).

Ullstein Verlag fue una importante empresa editorial de Alemania, fundada en 1877 por Leopold Ullstein en Berlín.

## Historia
El 14 de julio de 1877 Leopold Ullstein compró el periódico Neue Berliner Tageblatt, un diario filial del periódico liberal Berliner Tageblatt que publicaba Rudolf Mosse, y el 1 de enero lo reconvirtió en el Berliner Zeitung (B.Z.).
A partir de entonces comenzó a aumentar su pequeño imperio mediático. En 1894 adquirió el semanario Berliner Illustrirte Zeitung, el cual —con ayuda de la avanzada tecnología de la época que permitía un amplio uso de fotografías— se convirtió en el periódico ilustrado más exitoso de toda Alemania y, en última instancia, en el primer periódico de masas del país. El B.Z. am Mittag, relanzado en 1904, se convirtió en el primer periódico sensacionalista de Alemania. El 1 de enero de 1914 los hijos Ullstein adquirieron el reputado Vossische Zeitung, a un periódico liberal cuya historia arrancaba en 1617. Otro de los periódicos más importantes de la época, el progresista Berliner Morgenpost (fundado en 1898), comenzó a alcanzar un gran número de suscriptores. 
Tras el final de la Primera Guerra Mundial, el imperio Ullstein no se vio afectado por la mala situación de la época y continuó expandiéndose. En 1919 la empresa funda la Propyläen Verlag (cf. Propylaea), una imprenta dedicada a la publicación de libros de no ficción y especializada en temáticas como Historia, Historia del Arte, o ediciones clásicas, pero también en novelas como el libro Sin novedad en el frente de Erich Maria Remarque, cuya primera edición fue publicada en 1929. Entre los autores más conocidos de esta época que trabajaban para Ullstein destacan Vicki Baum y Franz Blei. Entre 1925 y 1927 la Ullstein Verlag construyó en Berlín-Tempelhof la llamada Ullsteinhaus, destinada a acoger sus imprentas y todo su entramado de producción y redacción. El edificio tenía una altura de 76 metros y pertenecía al estilo del "Expresionismo en ladrillo". Desde 1927 Ullstein también publicó el semanario Die Grüne Post, con Ehm Welk como su jefe editor.
Tras el ascenso al poder de los nazis, la situación cambió radicalmente para la familia Ullstein, que era judía. En 1934, tras numerosas presiones de líderes nazis —como Hitler, Goebbels y Max Amann— e incluso del Deutsche Bank, la familia se vio finalmente forzada a vender la empresa a la Franz Eher Nachfolger, la principal editorial del Partido Nazi. En 1937 la compañía fue renombrada como Deutscher Verlag, como una empresa filial de Franz Eher Nachfolger, y a partir de 1940 comenzó a editar periódicos como el Deutsche Allgemeine Zeitung o el Das Reich y la revista propagandística Signal. En los últimos días de la guerra también publicó Der Panzerbär.
Tras el final de la contienda a la familia Ullstein le fue devuelta la empresa editorial, pero poco tiempo después se encontraron en apuros económicos. En 1956 el editor Axel Springer compró un 26% de las acciones de la empresa, logrando hacerse con el control de la empresa y todos sus negocios hacia 1960. Esta adquisición vino con el acuerdo de una cooperación entre Ullstein y Springer. Bajo el control del grupo Springer, los restantes periódicos de Berlín Oeste, el Berliner Morgenpost y el B.Z., mostraron una posición ideológica más derechista y profundamente anticomunista. La editorial de libros Ullstein fue vendida por Axel Springer SE a Random House en 2002, que forma parte de Bonnier Group. Esta compra fue una de las operaciones más importantes en el mercado editorial alemán desde 1945.